# Svjetlosni mač
Svjetlosni mač osnovno je oružje Jedija i Sitha. 

## Opis
Radi se o maču (sablji), koji je napravljen od čiste energije. Oštrica mača može biti zelena, plava ili ljubičasta (Jedi-vitezovi), ali i crvena (sithi), makar boja ne mora značiti pripadnost Jediima ili Sithovima. Postoje i "doublesaberi". To su svjetlosni mačevi s dvije oštrice, prvom na jednom kraju drške, a drugom na drugome kraju drške. Prosječna duljina oštrice je jedan metar, a prosječna duljina drške je trideset centimetara. Pali se pritiskom na dugme. Oštrica može prerezati kroz gotovo sve - kamen, željezo, drvo, ali ne može prerezati drugu oštricu svjetlosnog mača. Poznavanje Sile jediju daje potpunu moć nad korištenjem svjetlosnog mača, jer mač čak može odbiti lasersku paljbu i upiti munje od Sile (force lightning).